# Idaea eburneata
Idaea eburneata là một loài bướm đêm trong họ Geometridae.